# Гледіс Береджіклян
Гледіс Береджіклян (англ. Gladys Berejiklian, вірм. Գլեդիս Բերեջիկլյան; нар. 22 вересня 1970, м. Сідней, Австралія) — австралійська державна та політична діячка вірменського походження.
Прем'єр-міністр штату Новий Південний Уельс та лідер ліберальної партії Австралії в Новому Південному Уельсі з 2017 до 2021 року, член парламенту штату Новий Південний Уельс з 2003 до 2021 року від округу Віллобі. До обрання головою місцевого осередку ліберальної партії та відповідно прем'єром працювала на різноманітних міністерських посадах у коаліційному уряді Майка Берда, а саме була міністром з транспорту (2011—2015), деякий час суміщаючи цю посаду з посадою міністра з питань регіону Хантер та міністром виробничих відносин (2015—2017).

## Біографія
Береджіклян народилася в Сіднеї, є старшою з трьох дочок в родині вірменів, Крікора (1932-2022) та Арші.
Гледіс розмовляла лише вірменською, але з п'яти років почала вивчати англійську. Вона досі вільно володіє вірменською мовою. Вона продовжує брати участь у житті вірмено-австралійської громади, та є членом Вірменського національного комітету Австралії . 2015 року вона взяла участь у церемонії вшанування 100-річчя геноциду вірмен в Єревані .

## Освіта
Береджіклян відвідувала середню школу Норт-Райду, яка з 1986 року стала державною школою спільного навчання в Норт-Райді . Вона була членом Girl Guides і продовжує підтримувати цю організацію. Має ступінь бакалавра мистецтв (1992) і диплом з міжнародних досліджень (1996) Сіднейського університету, а також ступінь магістра комерції Університету Нового Південного Уельсу (2001) .

## Особисте життя
Береджіклян регулярно відвідує заходи Вірменської Апостольської Церкви . З червня 2021 року вона зустрічається з адвокатом Артуром Мозесом, який представляв її на слуханнях у справі про корупцію її колишнього бойфренда Деріла Магуайра .